# Christian Villenave
Christian Villenave est un footballeur français né le 11 août 1927 à Pontonx-sur-l'Adour (Landes) et mort le 3 novembre 1997 à Bordeaux. 
De taille moyenne (1,74 m pour 73 kg), ce gardien de but débute aux Girondins de Bordeaux, avant de jouer au Havre AC. 
Il est sacré champion de France en 1950 avec les Girondins et remporte la Coupe de France en 1959 avec le club normand.

## Carrière

### Joueur
- 1949-1953 :  Girondins de Bordeaux
- 1953-1964 :  Le Havre AC

### Entraîneur
- 1964-1966 :  Le Havre AC

## Palmarès
- Champion de France D1 en 1950 avec les Girondins de Bordeaux
- Champion de France D2 en 1959 avec Le Havre AC
- Vainqueur de la Coupe de France 1959 avec Le Havre AC
- Finaliste de la Coupe de France 1952 avec les Girondins de Bordeaux
- Vainqueur du Challenge des champions 1959 avec Le Havre AC